# Siegelsum
Siegelsum è una frazione (Ortsteil) del comune di Upgant-Schott, nel land della Bassa Sassonia, in Germania.

## Storia
Già comune autonomo nel circondario di Norden, fu soppresso e incorporato a Upgant-Schott il 1º luglio 1972.